# Kia Sonet
El Kia Sonet es un automóvil derivado fabricado por Kia Motors desde 2020. En la gama de la firma se ubica por debajo del Seltos y está estrechamente relacionado con el Hyundai Venue de tamaño similar. Está desarrollado para los mercados en desarrollo y se vende en países seleccionados como Sudáfrica, India, Indonesia y Vietnam.

## Características
El Sonet fue presentado como el Sonet Concept en febrero de 2020. La versión de producción en serie hizo su debut mundial el 7 de agosto de 2020 y se vendió a partir del 18 de septiembre de 2020 en la India. Es el tercer modelo de Kia en la India después del Seltos y el Carnival.
En el mercado indio, el Sonet ocupa la categoría de SUV de menos de 4 metros, con una longitud de 3995 milímetros (157,3 plg), lo que le permite obtener los beneficios fiscales establecidos para automóviles de menos de 4 metros. Sin embargo, el Sonet está equipado con diferentes parachoques delanteros y traseros para los mercados de exportación, aumentando su longitud a 4120 milímetros (162,2 plg).
Kia afirmó que el Sonet utiliza una estructura de acero de alta resistencia que ayuda a reducir el impacto de accidentes graves. Algunas de sus características de seguridad para sus acabados superiores incluyen seis bolsas de aire, control electrónico de estabilidad, sistema de frenos antibloqueo, control de asistencia de arranque en pendiente, sistema de gestión de estabilidad del vehículo, sistema de alerta de velocidad, control electrónico de tracción, sensores de estacionamiento, asistencia de frenado y cinturones de seguridad del conductor con pretensores.

Una versión del Sonet con asientos de tres filas se introdujo en Indonesia en abril de 2021. Comercializado como el "Sonet 7", el asiento de banco corrido de la tercera fila se diseñó sin cambios en la carrocería exterior, de forma que con el asiento de la tercera fila levantado se pierde el espacio del maletero. El Sonet 7 también está equipado con un sistema de circulación de aire montado en el techo y un banco de asiento revisado en la segunda fila con plegado dividido y un mecanismo de plegado de un toque que permite el acceso a la tercera fila.

## Motores
| Motores de gasolina             | Motores de gasolina       | Motores de gasolina               | Motores de gasolina                               | Motores de gasolina                         |
| Modelo                          | Motor                     | Potencia                          | Par                                               | Transmisiones                               |
| ------------------------------- | ------------------------- | --------------------------------- | ------------------------------------------------- | ------------------------------------------- |
| 1.0 L Kappa II T-GDi            | 998 cm³ (1 L) turbo I3    | 120 CV (88 kW; 118 HP) a 6000 rpm | 172 N·m (17,5 kg·m; 126,9 lb·pie) a 1500-4000 rpm | 6-marchas manual sin embrague 7-marchas DCT |
| Smartstream G1.2 MPi            | 1197 cm³ (1,2 L) I4       | 83 CV (61 kW; 82 HP) a 6300 rpm   | 115 N·m (11,7 kg·m; 84,8 lb·pie) a 4200 rpm       | 5-marchas manual                            |
| Smartstream G1.5 MPi            | 1497 cm³ (1,5 L) I4       | 115 CV (85 kW; 113 HP) a 6300 rpm | 144 N·m (14,7 kg·m; 106,2 lb·pie) a 4500 rpm      | 6-marchas manual CVT                        |
| Motores diésel                  |                           |                                   |                                                   |                                             |
| Modelo                          | Motor                     | Potencia                          | Par                                               | Transmisiones                               |
| 1.5 L Smartstream D1.5 CRDi WGT | 1493 cm³ (1,5 L) turbo I4 | 100 CV (74 kW; 99 HP) a 4000 rpm  | 240 N·m (24,5 kg·m; 177 lb·pie) a 1500-2750 rpm   | 6-marchas manual                            |
| 1.5 L Smartstream D1.5 CRDi VGT | 1493 cm³ (1,5 L) turbo I4 | 115 CV (85 kW; 113 HP) a 4000 rpm | 250 N·m (25,5 kg·m; 184,4 lb·pie) a 1500-2750 rpm | 6-marchas automática                        |

## Galería

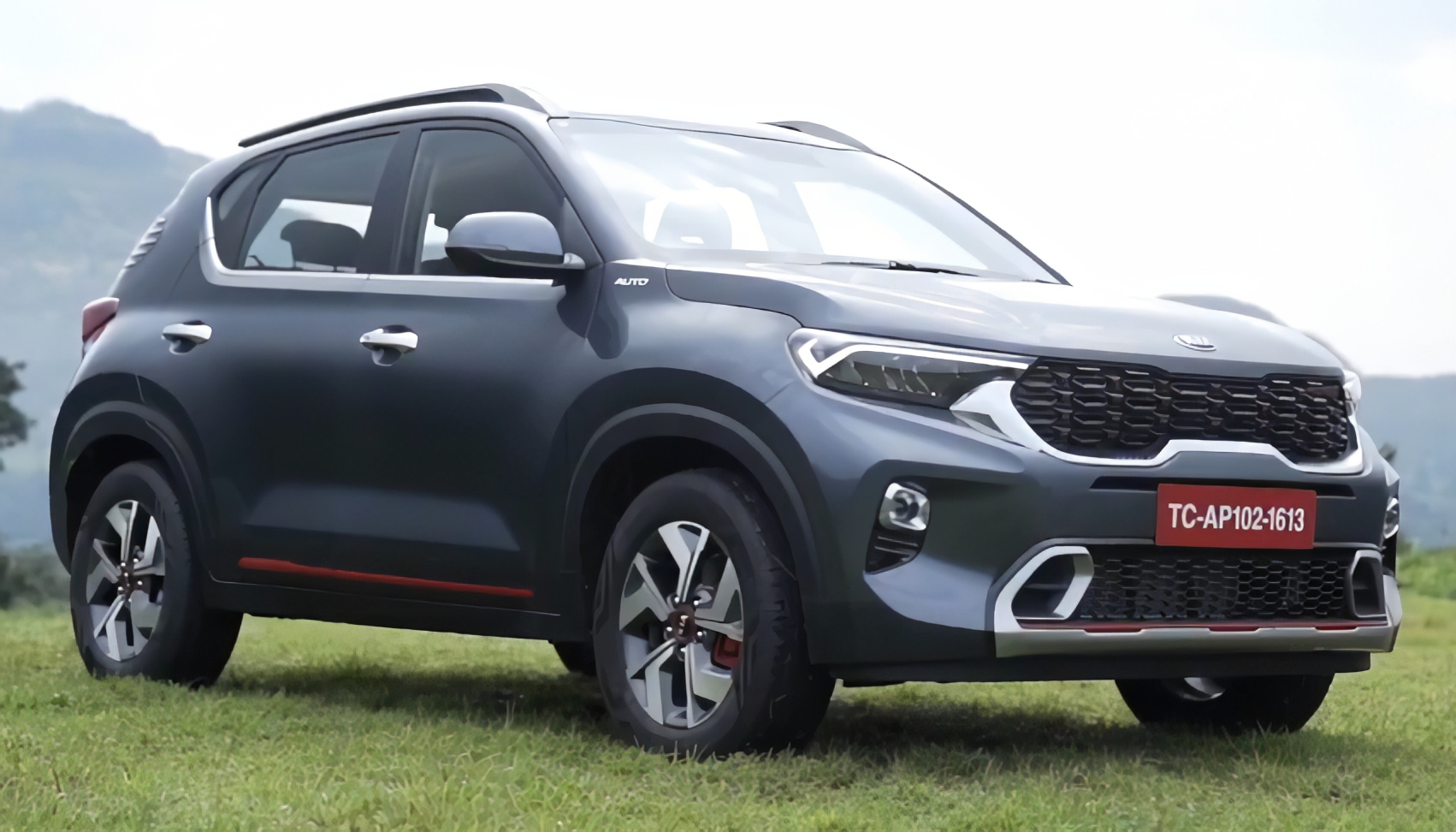
Sonet GTX+ CRDi (India) de 2021
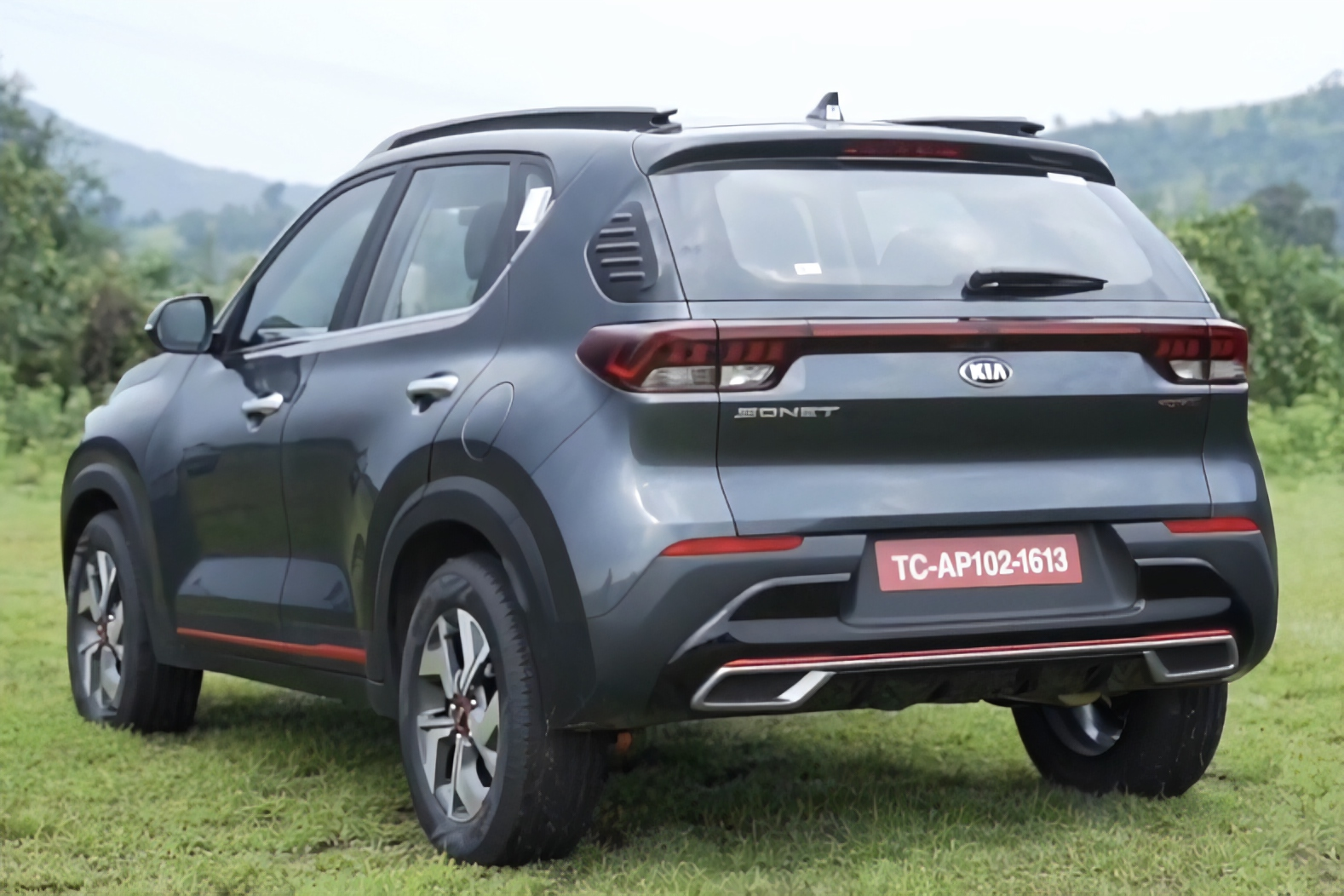
Vista posterior
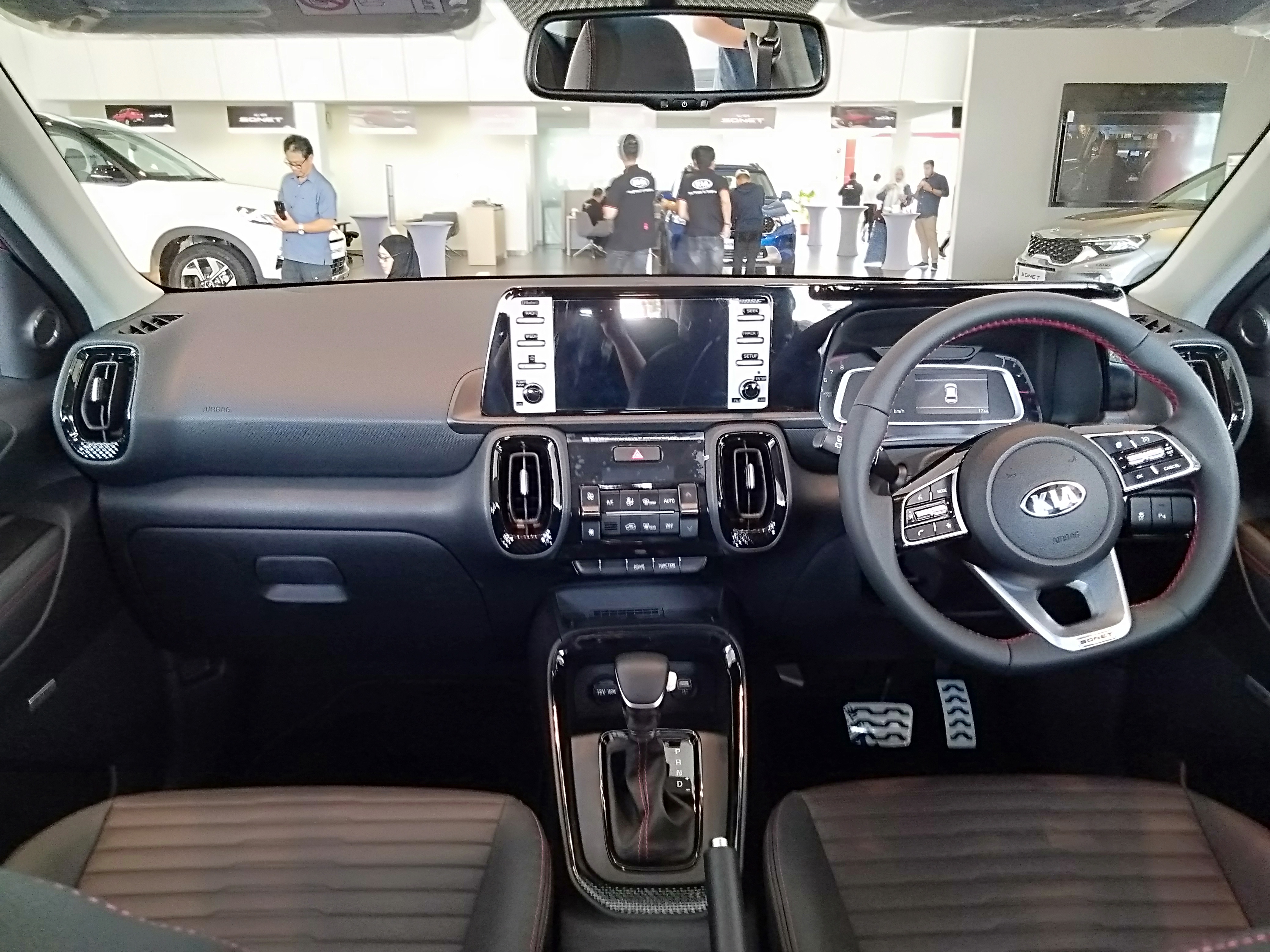
Interior
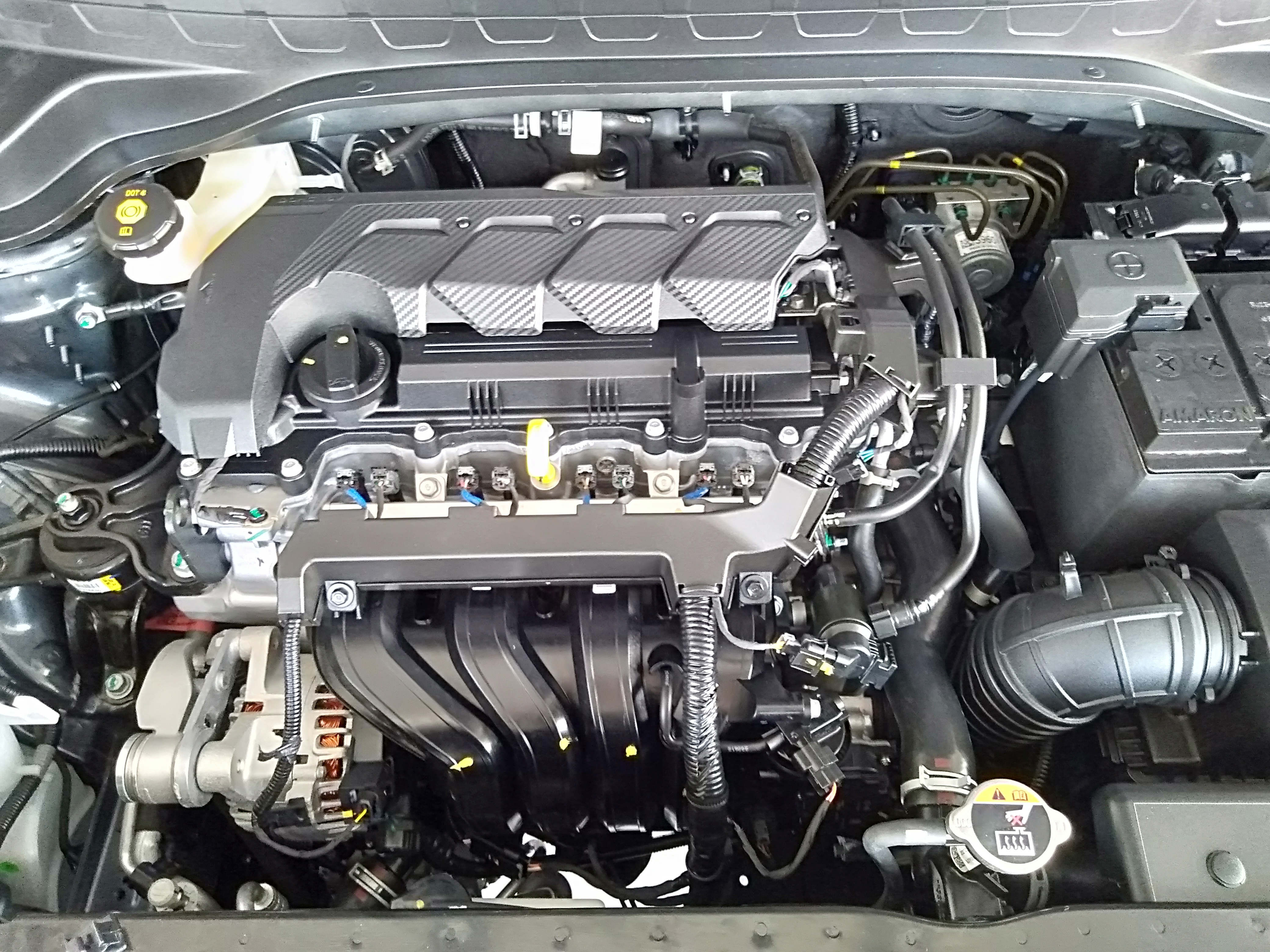
Motor Smartstream G1.5 de gasolina

## Ventas
| Año  | India  |
| ---- | ------ |
| 2020 | 38.363 |